# Astomum mollifolium
Astomum mollifolium är en bladmossart som beskrevs av Brotherus 1901. Astomum mollifolium ingår i släktet Astomum och familjen Pottiaceae. Inga underarter finns listade i Catalogue of Life.